# Obserwatorium Wiedeńskie
Obserwatorium Wiedeńskie (niem. Universitätssternwarte Wien) – obserwatorium astronomiczne będące częścią Uniwersytetu Wiedeńskiego.

## Historia

### Do XIX wieku
Astronomia na Uniwersytecie Wiedeńskim była wykładana już w średniowieczu, a jeden z XIV-wiecznych rektorów Henryk z Langenstein, był teologiem i astronomem. Pracował tam m.in. Johannes Kepler. Jednak na początku XVIII wieku w Wiedniu nie istniała żadna instytucja ze stałym obserwatorium. Pierwsze obserwatorium w tym mieście powstało w 1730, a jego twórcą był urodzony we Włoszech, nadworny matematyk Johann Jakob de Marinoni (1676–1755). Było to obserwatorium mieszczące się w jego prywatnym domu. Gdy Marinoni zmarł, jego instrumenty zostały przekazane przez cesarzową Marię Teresę na rzecz Uniwersytetu. Ustawione zostały na najwyższym piętrze nowo wybudowanego budynku. Z okien wieży obserwatorium za pomocą teleskopów i sekstantów wykonywano pomiary położenia gwiazd. Pracę austriackich astronomów utrudniał jednak brak odpowiednio dużych teleskopów. Największe tego typu urządzenie w Obserwatorium Wiedeńskim w tym czasie miało średnicę zaledwie 6 cali. W związku z tym zwrócono się do tych obszarów astronomii, w których nie potrzeba urządzeń o dużej sile optycznej, takich jak obliczanie orbit planet i komet.

### Budowa nowego obserwatorium
Nowa era rozpoczęła się w 1819, kiedy profesorem wyższej matematyki i astronomii na Uniwersytecie Wiedeńskim został Joseph Johann von Littrow. Intensywnie, choć bezskuteczne, dążył on do przeniesienia obserwatorium do nowego budynku na obrzeża miasta. Po śmierci von Littrowa w 1840, jego syn Carl Ludwig, objął tymczasowe kierownictwo obserwatorium. Całkowite zaćmienie Słońca 8 lipca 1842 było idealną okazją do zachęcenia ludzi do zainteresowania astronomią i tym samym większego wsparcia obserwatorium przez władze uczelni. W 1872 na wzgórzu w Türkenschanze zakupiono mający ponad 5 ha powierzchni plac pod budowę nowego obserwatorium.

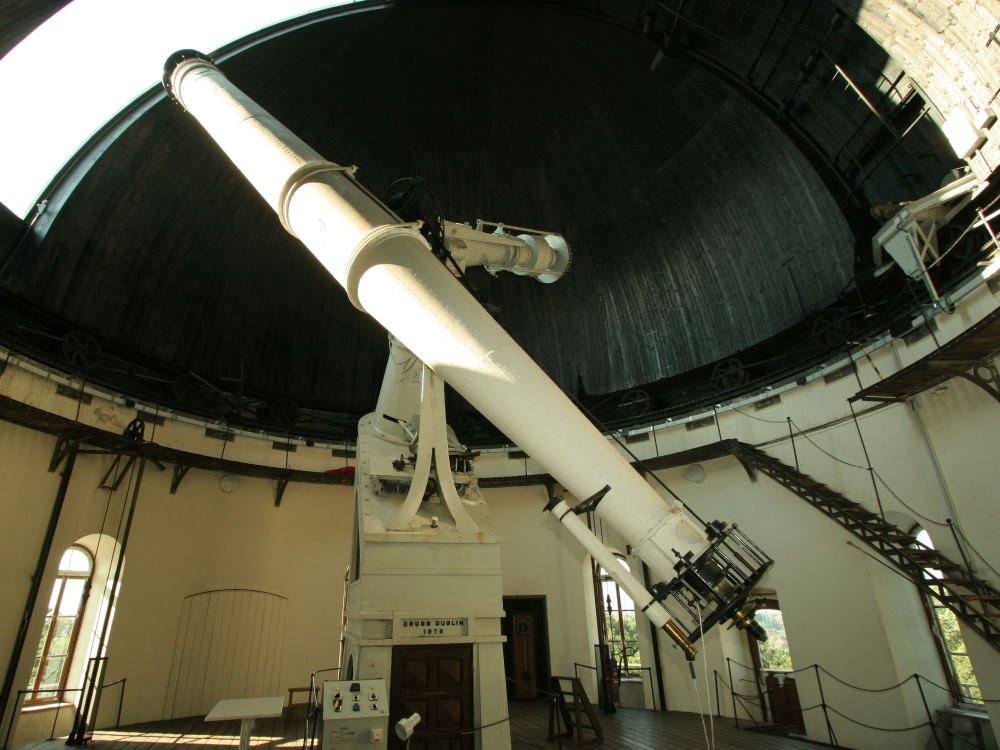
Wielki refraktor o średnicy 68 cm (27 cali) i ogniskowej 10,5 m

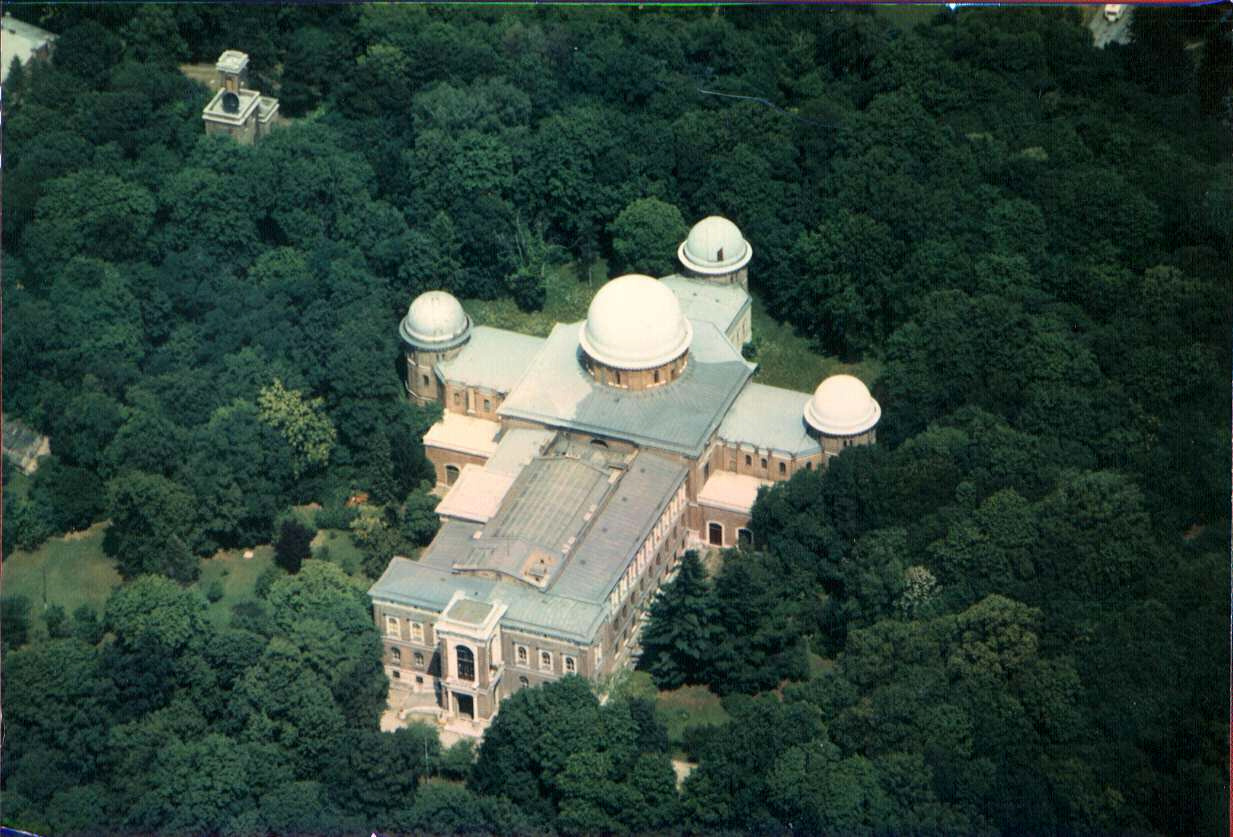
Budynek obserwatorium z lotu ptaka

Architektami nowej budowli byli Hermann Helmer i Ferdinand Fellner, którzy wcześniej zaprojektowali wiele gmachów teatrów i pałaców w Europie. Nadzór nad budową sprawował sam Littrow, który jednak zmarł w 1877. Budynek ukończono w 1878 wraz z wybudowaniem wielkiej kopuły. W czerwcu 1879 Instytut Astronomii przeniósł się ze starego uniwersytetu do nowego budynku obserwatorium. Zakupiono także nowe instrumenty – wielki refraktor z Dublina, który w momencie instalacji był największym tego typu teleskopem na świecie, oraz 12-calowy refraktor z Bostonu. Całkowity koszt (budynek i wyposażenie) wyniósł milion guldenów.
Otwarcie odbyło się 5 czerwca 1883 w obecności cesarza Franciszka Józefa I. Nowym dyrektorem obserwatorium został Edmund Weiss.
Za czasów Edmunda Weissa w obserwatorium pracował m.in. Johann Palisa, słynny odkrywca wielu planetoid.

### Wiek XX i XXI
W 1969 na wzgórzu z dala od centrum Wiednia wybudowano nowe Obserwatorium im. Leopolda Figla. Obecnie (2019) stary gmach Obserwatorium Wiedeńskiego można zwiedzać podczas wycieczek z przewodnikiem.